# 이리 카자흐 자치주
이리 카자흐 자치주(카자흐어: Іле Қазақ автономиялы облысы / ىله قازاق اۆتونومىيالى وبلىسى 이레 카자크 자치주, 위구르어: ئىلى قازاق ئاپتونوم ۋىلايىتى / Или Қазақ аптоном вилайәти 이리 카자크 자치주), 중국어 간체자: 伊犁哈萨克自治州, 병음: Yīlí Hāsàkè zìzhìzhōu, 중국조선어: 일리까자흐자치주)는 중화인민공화국의 신장 위구르 자치구 북부의 카자흐인 자치주이다.

## 지리
이리 카자흐 자치주는 몽골의 서쪽, 러시아의 남쪽, 카자흐스탄의 동쪽에 위치한다. 국경의 길이는 2,000km이다 (보얼타라 몽골 자치주가 카자흐스탄과의 국경을 가로막고 있다).
이리강과 이르티시강의 상류가 자치주를 흐른다.

## 역사

### 청나라 시기 이전
청나라 이전에 이리는 흉노의 일파인 오손의 땅이었다. 오손은 6세기에 북흉노에게 쫓겨났고 그들은 552년에 서돌궐 제국을 세웠다. 후에 쿨자(이닝)의 영토는 중가리아에 속하게 되었다. 당나라 때는 안서대도호부(安西大都护府)의 지배를 받았다.
12세기에 위구르 제국과 서요는 이 지역의 소유권을 놓고 경쟁하였다. 13세기에 칭기스칸은 쿠자를 정복하였고 몽골의 칸은 이리 계곡에 거주하였다. 이곳은 16세기 말에서 17세기 초에 오이라트에게 정복당했을 것으로 추정된다.

### 청나라 왕조
오이라트, 더 정확히 말해서 중가르는 준가얼과 이리 분지를 차가타이 한국 때부터 1755년, 청나라 건륭제에게 정복당하기 전까지 지배했다. 준가르를 정복한 청 제국은 이리 분지를 신장 지배를 위한 주요 기반으로 삼기로 결정했다.
혜원성(惠远城), 현 훠청현 후이위안 진은 신장 전체 청군 사령관인 이리장군(伊犁将军)이 있던 곳으로 이 지역의 행정 수도가 되었다. 이곳에는 커다란 형무소와 강력한 요새가 세워졌다. 도시는 러시아인들과 서양인들이 구 쿨자, 타란치 쿠자로 불리던 영원성(이닝 시)와 구별하기 위해 신 쿨자, 만주 쿨자, 중국 쿨자, 이리로 불렀다.
첫 번째 이리 장군은 명서(明瑞)였다. 1870년대 좌종당에 의해 깨지기까지 청나라의 전통에 따라 신장의 관리는 오직 만주족으로 임명되었다. 1864년 둥간 혁명 때 이곳에 타란치 술탄국이 설립되었다. 후이위안(만주 쿨자)은 반란군에게 함락된 이리 계곡의 청나라의 마지막 요새였다. 둥간족 반란군은 만주 쿨자의 주민들 대부분을 학살하였다. 이리 장군 명서(明绪)와 그의 가솔들은 폭파된 집의 폐허 속에서 죽었다.
술탄국은 1871년에 러시아인들의 이리 분지 점령을 초래하였다. 10년 후에 영토는 중국으로 회복되었고 현재 중국과 중앙아시아 국경은 이리 조약에 따라 결정되었다.
청 정부에게 복귀된 후에 "만주 쿨자"는 재건되었고 현재의 수이딩 진(水定镇)에 해당하며 원래 후이위안 부지에서 북쪽으로 8km 떨어져있다.
1912년 1월 7일에 이리의 양찬서(杨缵绪)는 청나라의 마지막 이리 장군 지예(志锐)를 제거하고 혜원성을 차지하였다.

### 중화민국
1945년 7월 이리의 징허, 보러, 원취안이 떨어져나가 새 자치주인 보얼타라 몽골 자치주로 들어갔다.

### 중화인민공화국 성립 이후
1949년 이리는 신장에 전구(专区)를 만들었고 1개의 시와 9개의 현을 관할하였으며 1952년에 지급시로 승격되었다. 1954년 11월 27일에 이리, 알타이, 타청을 포함한 이리 자치주가 성립되었다. 이리 자치주는 1955년에 폐지되었다. 1개의 현급시와 9개의 현은 현재 이리 카자흐 자치주의 관할이다. 현재의 이리 카자흐 자치주 직할 지역은 이리 지구로 관리된 적이 있었으나 2001년 폐지되었다.

## 행정 구역
이리 행정구역은 타청 지구, 아러타이 지구와 자치주 직할지역으로 되어 있다.
자치주 직할지역은 3개의 현급시와 7개의 현, 1개 자치현으로 구성되어 있다.
일부 지역의 이름은 중국어 이름이 아니다.
- 신장생산건설병단은 제4, 7, 8, 9, 10사단으로 편성된다.

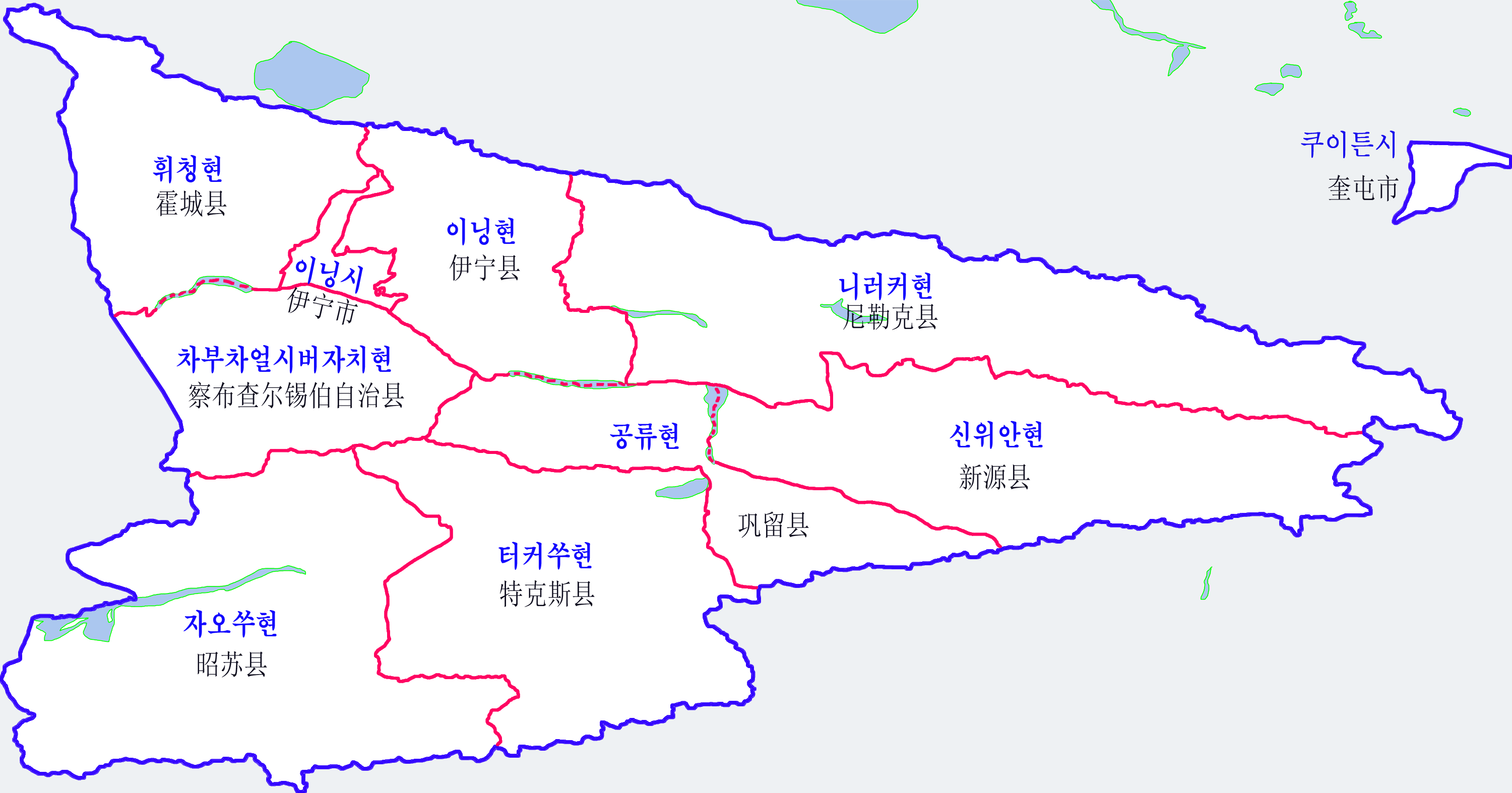
이리카자흐자치주 직할 현급 행정구역도

| 공식 이름            | 한자                | 면적    | 인구    | 위구르 이름 |
| -------------------- | ------------------- | ------- | ------- | ----------- |
| 타청 지구            | 塔城地區            | 98,824  | 910,000 | Tarbaqatay  |
| 아러타이 지구        | 阿勒泰地區          | 118,015 | 590,000 | Altay       |
| 이닝시               | 伊寧市              | 575     | 340,000 | Qulja       |
| 쿠이툰시             | 奎屯市              | 1,036   | 270,000 | Kuytun      |
| 훠얼궈쓰시           | 霍爾果斯市          |         |         | Qorghas     |
| 이닝현               | 伊寧縣              | 4,684   | 390,000 | Qulja       |
| 훠청현               | 霍城縣              | 5,428   | 340,000 | Qorqas      |
| 궁류현               | 鞏留縣              | 4,323   | 150,000 | Toķķuztara  |
| 신위안현             | 新源縣              | 6,818   | 280,000 | Künəs       |
| 자오쑤현             | 昭蘇縣              | 11,111  | 150,000 | Mongqulkürə |
| 터커쓰현             | 特克斯縣            | 7,772   | 150,000 | Tekəs       |
| 니러커현             | 尼勒克縣            | 10,145  | 150,000 | Nilķa       |
| 차부차얼 시버 자치현 | 察布查爾 錫伯自治縣 | 4,469   | 160,000 | Qapqal      |

## 주민
2000년 자치주의 총 인구는 3,821,940명이었고 인구밀도는 13.99명/km2이었다.
| 민족       | 인구      | 비율   |
| ---------- | --------- | ------ |
| 한족       | 1,697,827 | 44.42% |
| 카자흐인   | 979,343   | 25.62% |
| 위구르족   | 614,981   | 16.09% |
| 후이족     | 339,570   | 8.88%  |
| 몽골족     | 62,671    | 1.64%  |
| 둥샹족     | 48,667    | 1.27%  |
| 시버족     | 28,960    | 0.76%  |
| 키르기스인 | 16,678    | 0.44%  |
| 우즈베크인 | 5,491     | 0.14%  |
| 다우르족   | 4,940     | 0.13%  |
| 러시아인   | 4,482     | 0.12%  |
| 만주족     | 4,045     | 0.11%  |
| 살라르족   | 3,097     | 0.08%  |
| 타타르인   | 2,584     | 0.07%  |
| 기타       | 8,604     | 0.23%  |

쿠이툰시, 타청 지구와 아커타이 지구를 제외한 자치주 직할 행정구역의 인구는 2,082,577명이었다.
| 민족       | 인구    | 비율   |
| ---------- | ------- | ------ |
| 한족       | 675,150 | 32.42% |
| 위구르족   | 566,774 | 27.22% |
| 카자흐인   | 469,634 | 22.55% |
| 후이족     | 244,706 | 11.75% |
| 둥샹족     | 41,289  | 1.98%  |
| 시버족     | 27,139  | 1.3%   |
| 몽골족     | 26,624  | 1.28%  |
| 키르기스인 | 14,739  | 0.71%  |
| 우즈베크인 | 4,903   | 0.24%  |
| 만주족     | 2,689   | 0.13%  |
| 살라르족   | 2,638   | 0.13%  |
| 기타       | 6,292   | 0.29%  |

## 같이 보기
- 일리우는토끼
- 동튀르키스탄 제2공화국